# حقیقت تمام و کمال
حقیقت تمام و کمال (انگلیسی: The Whole Truth) یک فیلم کمدی صامت آمریکایی است که در سال ۱۹۲۳ منتشر شد. از بازیگران آن می‌توان به استن لورل، هلن گیلمور، چارلز استیونسون، والاس هاو، ارل موهان و جیمز فینلیسون اشاره کرد.